# Métopa

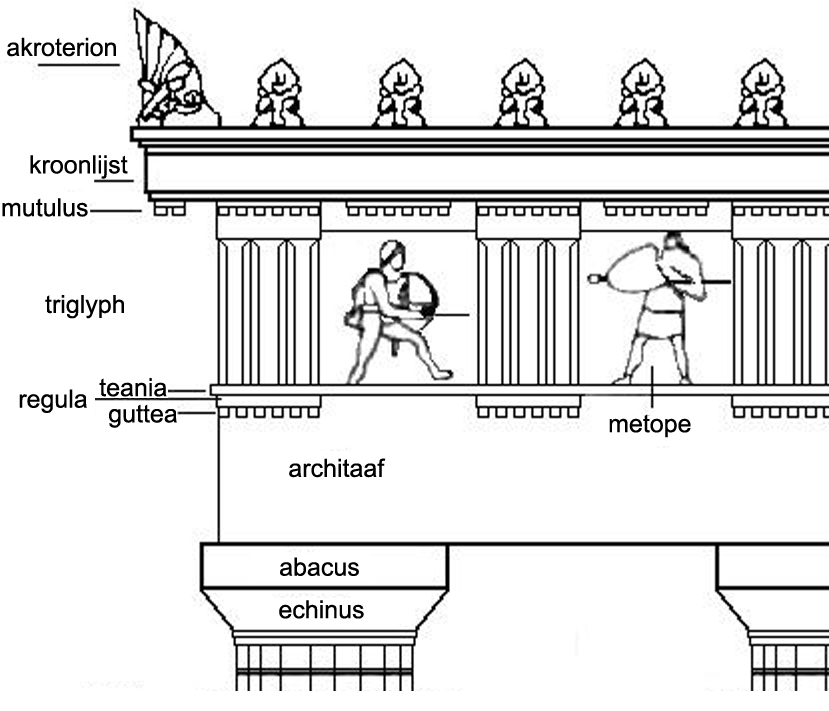
Elementos da arquitetura.

A métopa é um espaço existente entre dois tríglifos de um friso dórico; inicialmente era liso, depois passou a receber ornamentações. Também conhecido como ditríglifo e métope.
As métopas são citadas no episódio 13 da segunda temporadade Monty Python's Flying Circus como motivo de discussão de mineiros de carvão.

## Partenon
As métopas do Partenon são lajes retangulares colocadas sobre as colunas nos quatro lados do templo. Todas as noventa e duas métopas do Partenon foram esculpidas em alto relevo com cenas da mitologia grega.
No lado oeste, as esculturas mostram combates entre gregos e amazonas. No norte, as cenas da destruição de Troia. No lado leste, os deuses batalham com gigantes. 
O tema das métopas sobreviventes no lado sul é uma luta entre centauros e pessoas de Lapith, que deveriam viver no norte da Grécia. Todas as métopas que estão expostas no British Museum mostram esse tema. A ocasião para a batalha é provavelmente o casamento de Perithoos, o rei de Lapith. Os centauros, parte homem e parte cavalo, foram convidados para a festa, mas ficaram bêbados, e aconteceu uma briga entre eles quando tentaram levar as mulheres de Lapith.

## Arquitectura clássica
O tríglifo faz parte da ordem dórica, encontrada na Grécia antiga no século VII a.C., e era utilizado principalmente na arquitetura dos templos. Mas mais tarde ainda, a ordem dórica e com ela as métopas foram utilizadas como princípio estruturante e decorativo da ordem na arquitetura grega. Nos primeiros tempos, as metopas eram abertas e podiam conter vasos ou crânios dum sacrifício realizado. Posteriormente, os espaços livres foram fechados com painéis de diversos materiais. Estas placas podem ser pintadas ou dotadas de relevos.

## Galeria

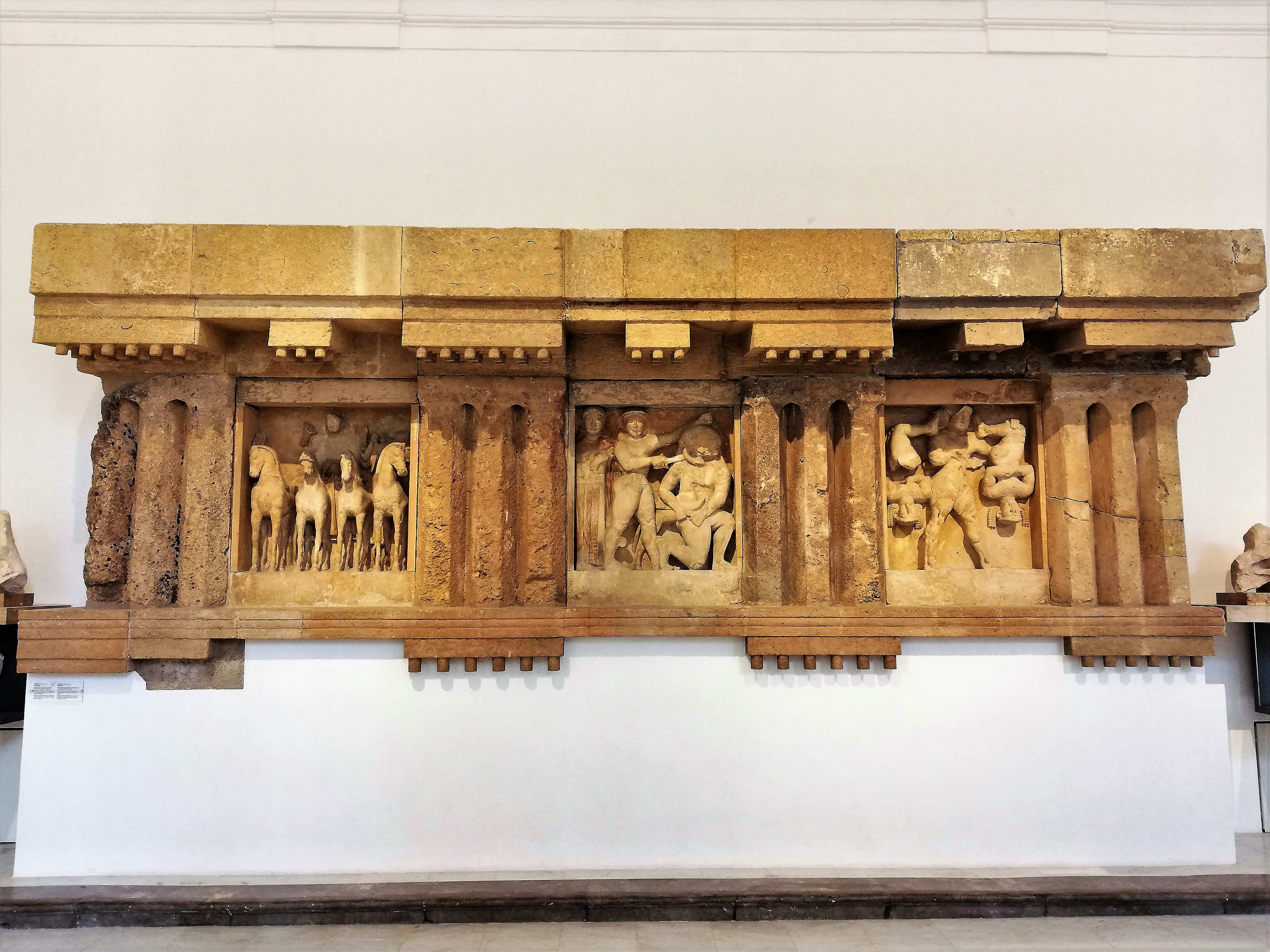
Tríglifos e métopas do Templo C (Selinus) em Selinus, c. 560 AC, no Museu Arqueológico Regional Antonino Salinas (Palermo, Itália)
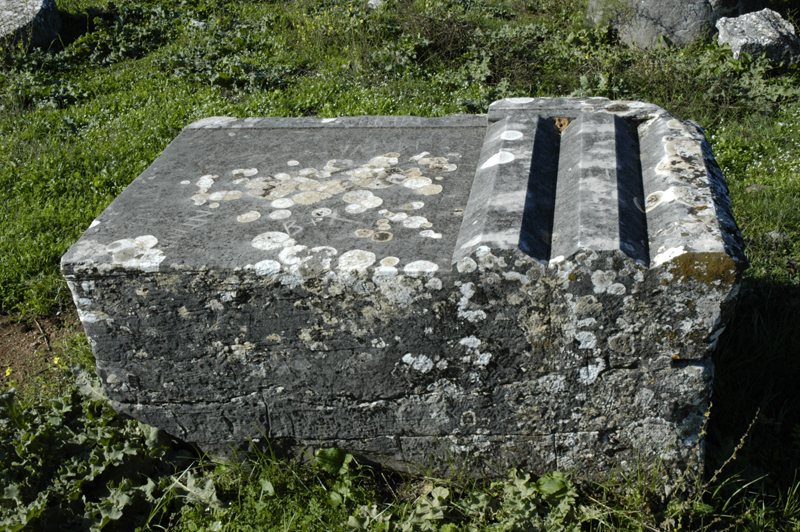
Uma metopa (L) e um tríglifo (R) cortados de um bloco de Stratos
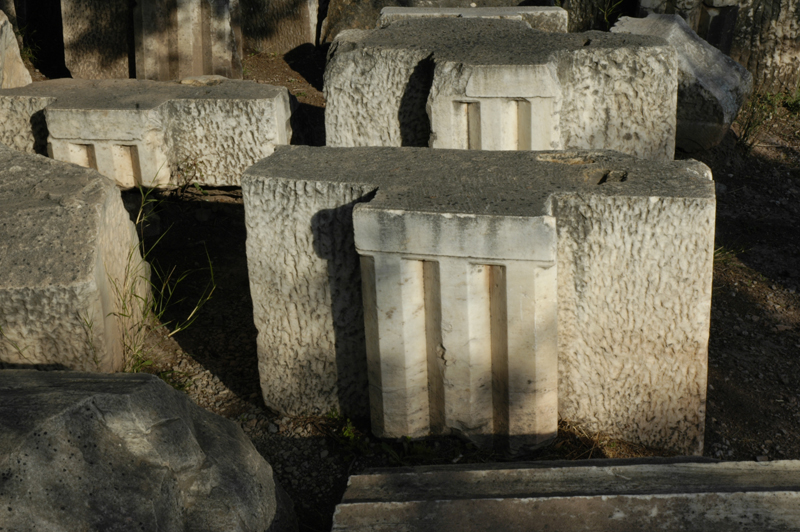
Blocos triglifos com ranhuras para inserção de métopas no Marmaria em Delphi
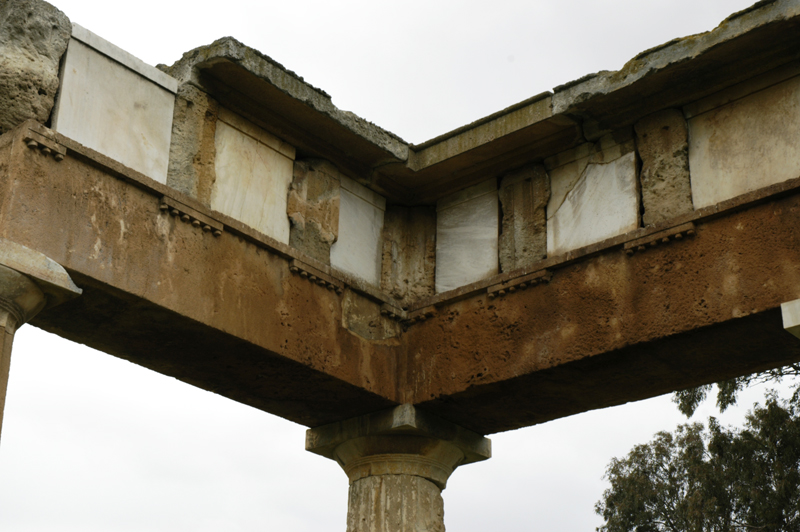
Métopas feitas de mármore inseridas no friso da Stoa em Brauron
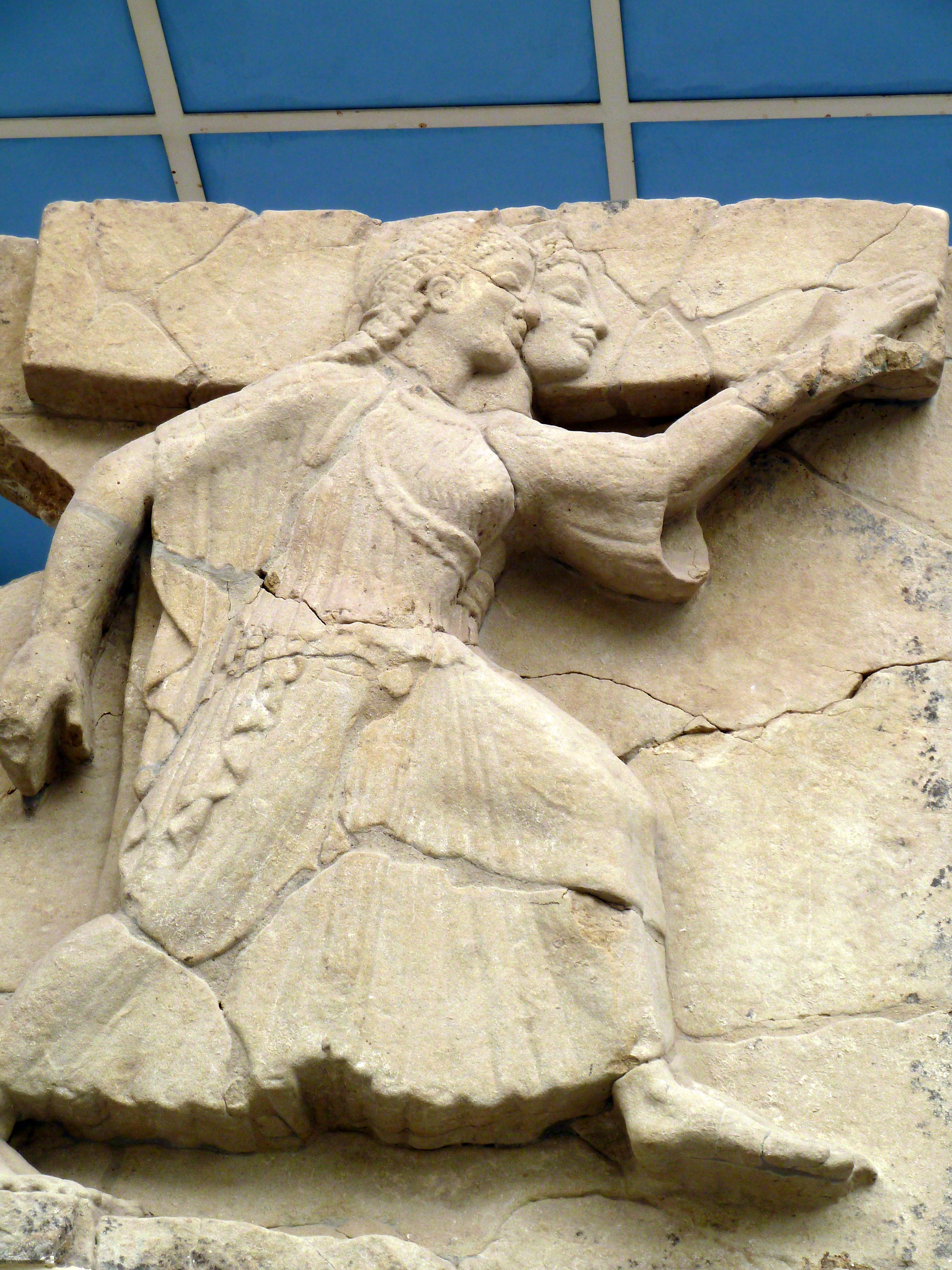
Secção do friso com metopa de um templo perto de Paestum, Predefinição:Cerca
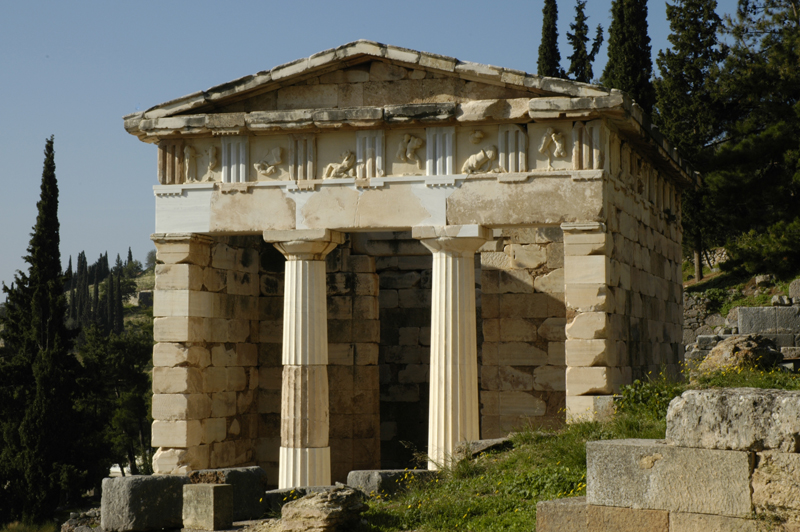
Métopas com decoração escultórica no friso dórico do Tesouro dos Atenienses em Delfos
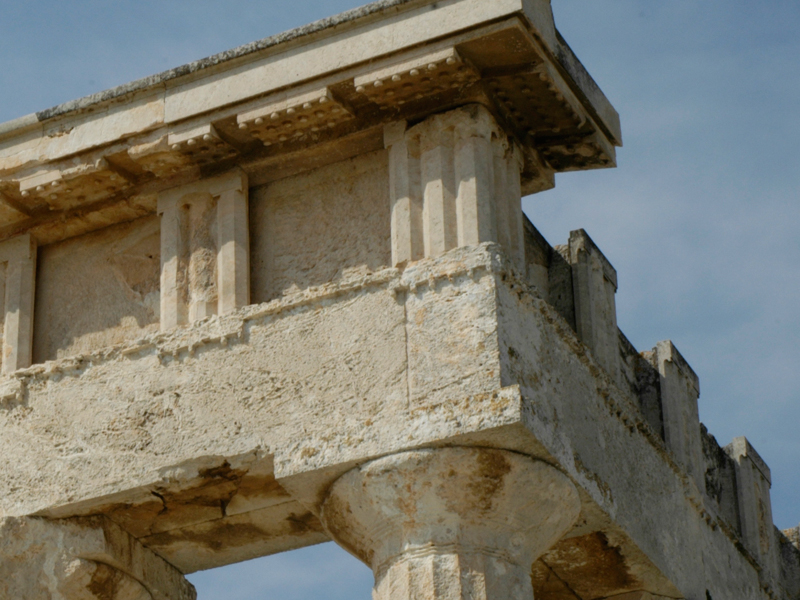
Friso do Templo de Afaia com tríglifos ranhurados para métopas
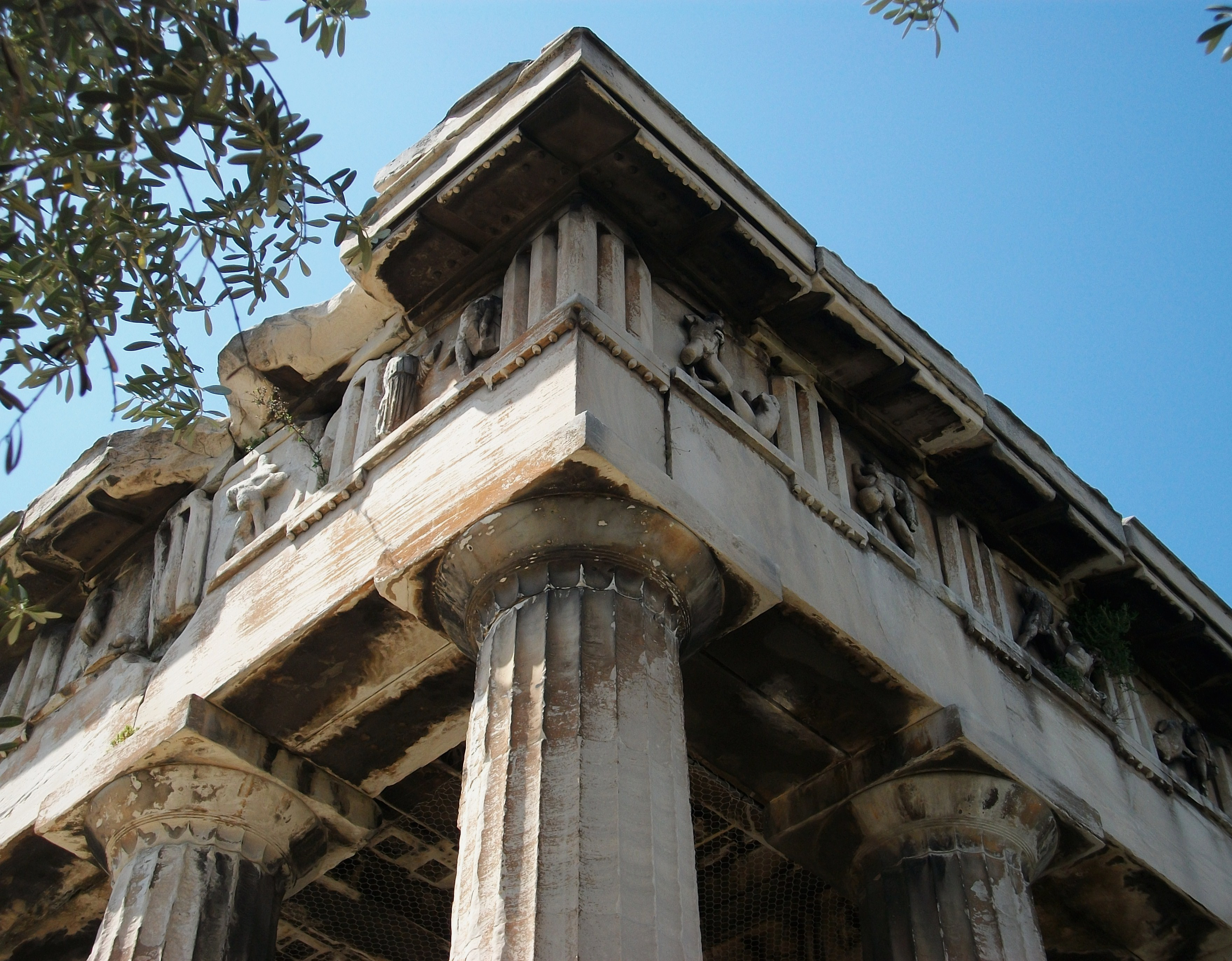
O entablamento do Hephaisteion (templo de Hephaistos) em Atenas, mostrando friso dórico com métopas esculpidas
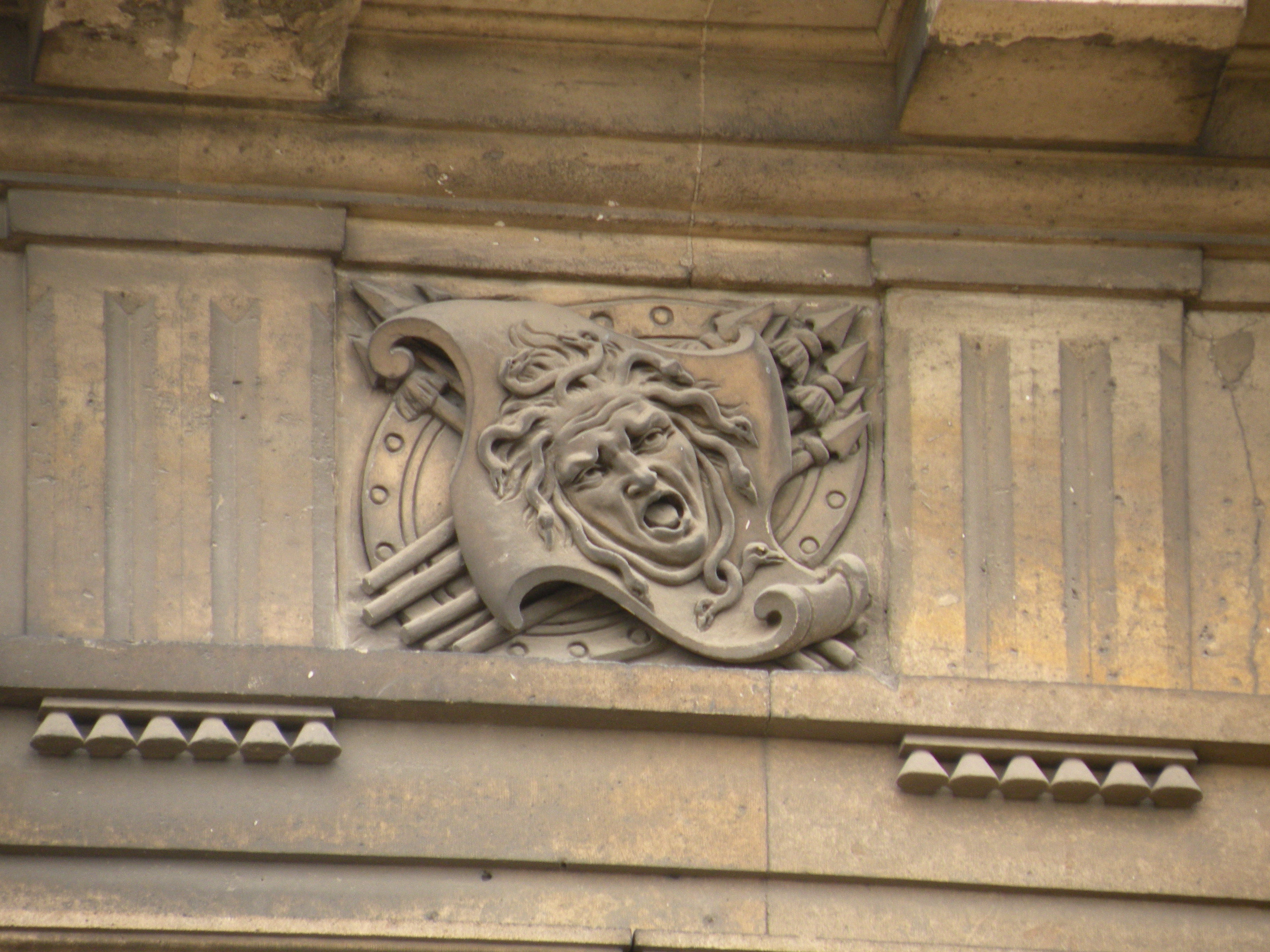
Metope na fachada do Château de Maisons-Laffitte de França, um exemplo da arquitetura barroca na França, da autoria de François Mansart
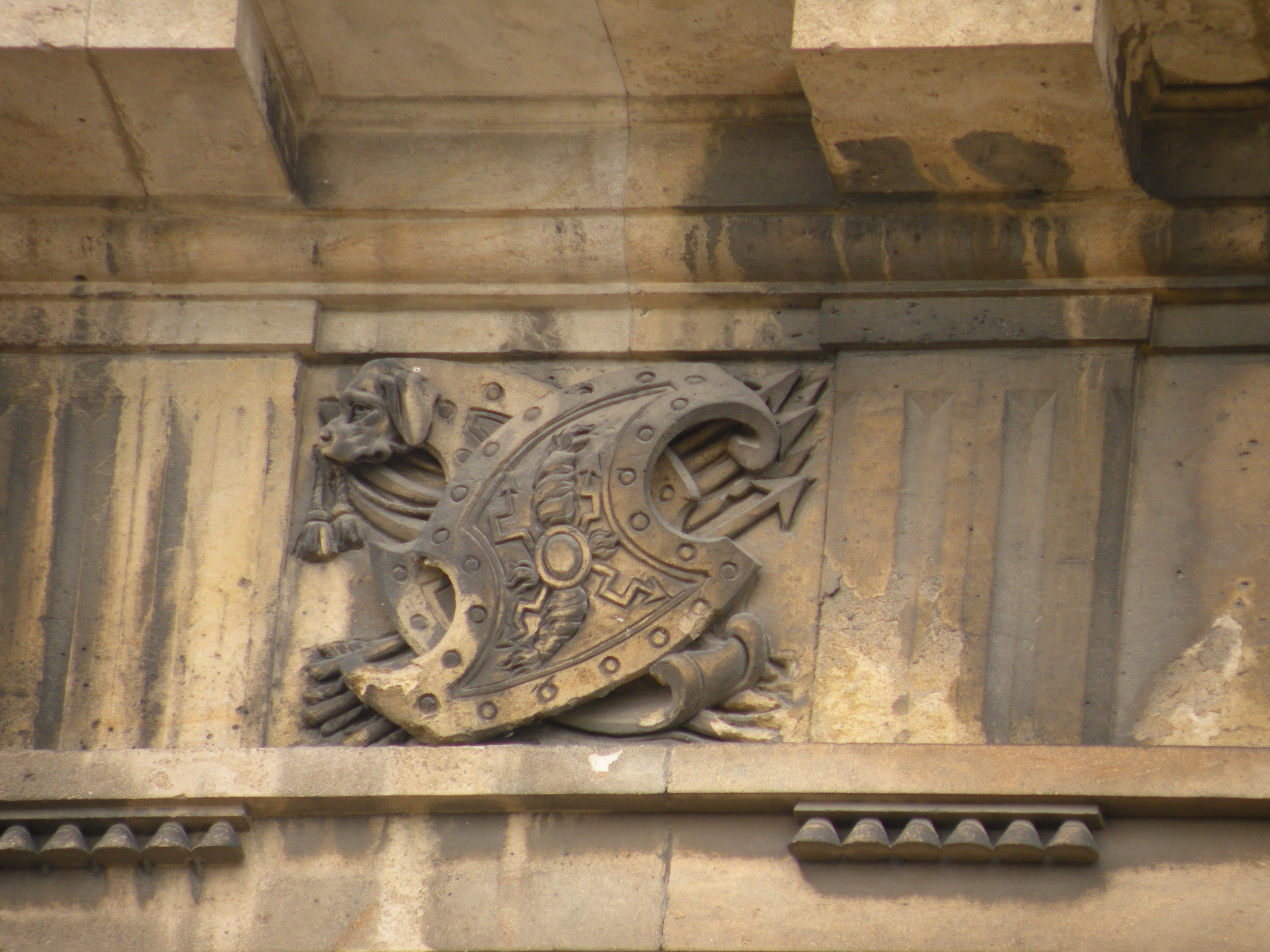
Outra métope do Château de Maisons-Laffitte
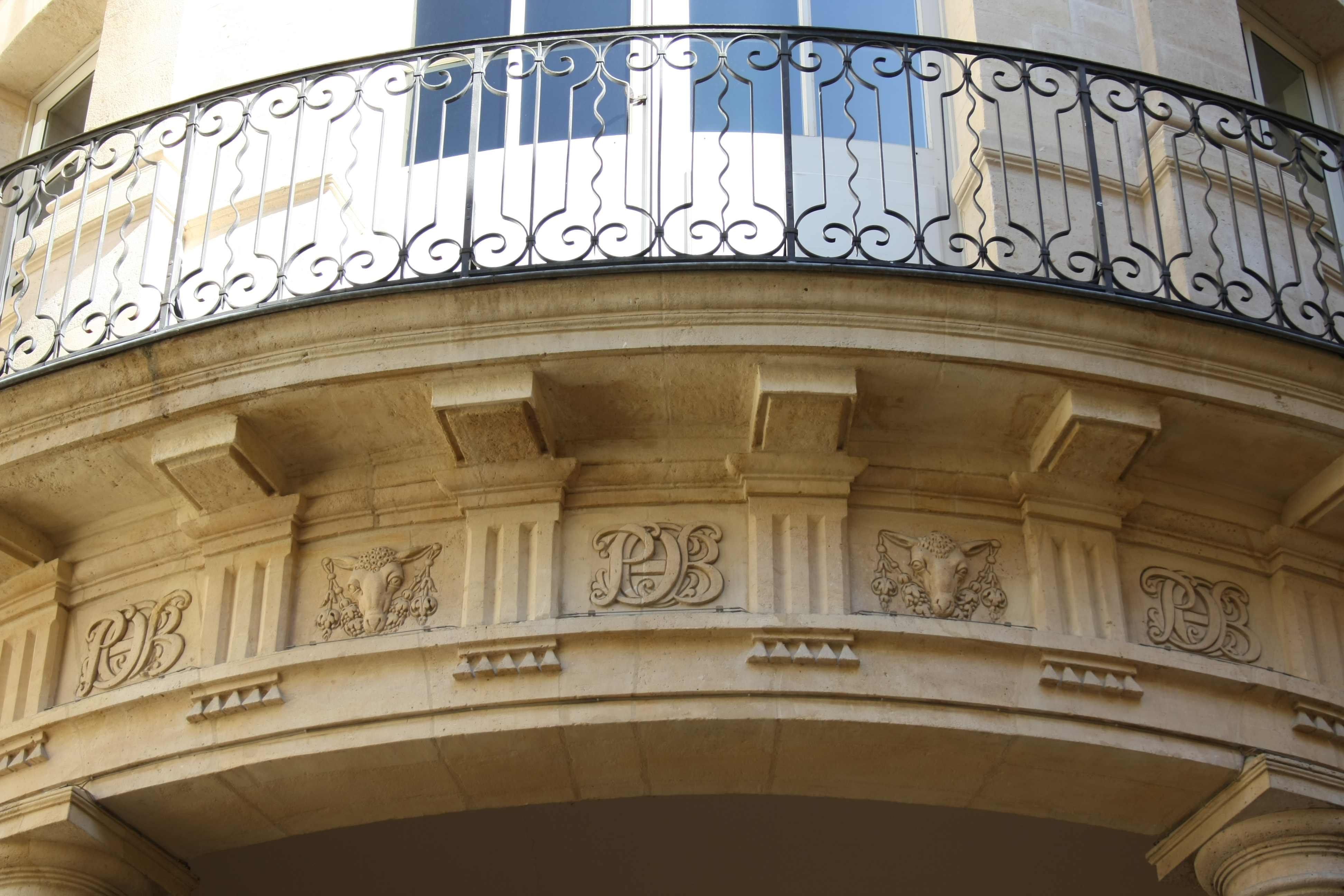
Friso dórico do Hôtel de Beauvais de Paris
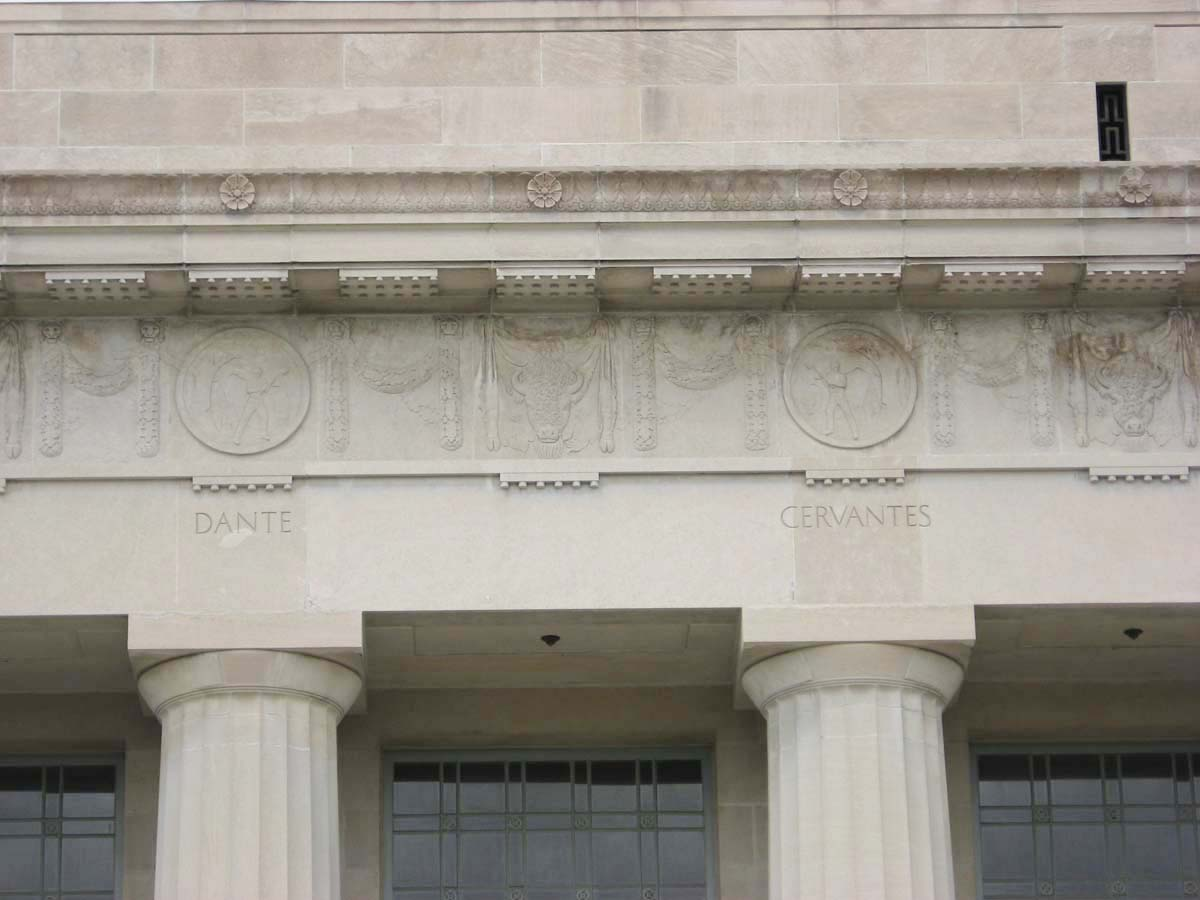
Metopas americanizadas do início do século XX, utilizando bisontes no lugar de crânios de vaca (bucranium)